# LOVE IS GOLD
『LOVE IS GOLD』（ラヴ・イズ・ゴールド）は、1989年3月10日に発売された八神純子の12作目のスタジオ・アルバム。発売元はNECアベニュー。

## 概要
- 帯コピー

愛と音楽に包まれたL・A生活の中で育んだ
完熟のニュー・アルバム。
NECアベニューに移籍後、第2作となるオリジナルアルバムで、本作でもプロデュースは夫であるジョン・スタンレーが担当した。当時八神はロサンゼルスに夫と共に移住しており、本作のレコーディングもロサンゼルスを中心に行われた。
収録曲のうちM-3「セニョリータ」は、M-2「S･O･S」をカップリング曲としてシングルカットされ、本作と同時発売された。
LPレコードおよびカセットテープとCDでは収録内容が一部異なっており、CDのみ6曲目に「キャプティベーション 〜PARTⅠ」が収録され、アルバムの最後に収められた同名曲には「キャプティベーション 〜REPRISE」とサブタイトルが付けられている。

## 収録曲

### LP / CT
| 全編曲: 八神純子 & JOHN STANLEY。 |                        |                        |                                     |      |
| #                                 | タイトル               | 作詞                   | 作曲                                | 時間 |
| 1.                                | 「あなたは知らない」   | 八神純子               | 八神純子                            | 4:00 |
| 2.                                | 「S･O･S」              | 八神純子・JOHN STANLEY | 八神純子・JOHN STANLEY              | 4:35 |
| 3.                                | 「セニョリータ」       | 八神純子・JOHN STANLEY | 八神純子                            | 3:51 |
| 4.                                | 「NA・ＭI・DA」        | 八神純子               | 八神純子                            | 4:45 |
| 5.                                | 「心のフォトスタンド」 | 八神純子               | 八神純子・CRAIG SIEGE・STEVE SALTON | 3:40 |

| 全編曲: 八神純子 & JOHN STANLEY。 |                          |                          |                              |      |
| #                                 | タイトル                 | 作詞                     | 作曲                         | 時間 |
| 1.                                | 「LOVE IS GOLD」         | 八神純子・JOHN STANLEY   | 八神純子                     | 4:43 |
| 2.                                | 「SLOW DANCE」           | 八神純子                 | 八神純子                     | 3:53 |
| 3.                                | 「目を閉じて」           | 八神純子・JOHN STANLEY   | 八神純子・JOHN STANLEY       | 4:40 |
| 4.                                | 「ANOTHER PAGE」         | 八神純子                 | 八神純子                     | 3:45 |
| 5.                                | 「キャプティベーション」 | 八神純子・CHRISSY SHEFTS | CHRISSY SHEFTS・JOHN STANLEY | 5:39 |

### CD
| 全編曲: 八神純子 & JOHN STANLEY。 |                                    |                          |                                     |       |
| #                                 | タイトル                           | 作詞                     | 作曲                                | 時間  |
| 1.                                | 「あなたは知らない」               | 八神純子                 | 八神純子                            | 4:00  |
| 2.                                | 「S･O･S」                          | 八神純子・JOHN STANLEY   | 八神純子・JOHN STANLEY              | 4:35  |
| 3.                                | 「セニョリータ」                   | 八神純子・JOHN STANLEY   | 八神純子                            | 3:51  |
| 4.                                | 「NA・ＭI・DA」                    | 八神純子                 | 八神純子                            | 4:45  |
| 5.                                | 「心のフォトスタンド」             | 八神純子                 | 八神純子・CRAIG SIEGE・STEVE SALTON | 3:40  |
| 6.                                | 「キャプティベーション 〜PARTⅠ」   | 八神純子・CHRISSY SHEFTS | CHRISSY SHEFTS・JOHN STANLEY        | 2:03  |
| 7.                                | 「LOVE IS GOLD」                   | 八神純子・JOHN STANLEY   | 八神純子                            | 4:43  |
| 8.                                | 「SLOW DANCE」                     | 八神純子                 | 八神純子                            | 3:53  |
| 9.                                | 「目を閉じて」                     | 八神純子・JOHN STANLEY   | 八神純子・JOHN STANLEY              | 4:40  |
| 10.                               | 「ANOTHER PAGE」                   | 八神純子                 | 八神純子                            | 3:45  |
| 11.                               | 「キャプティベーション 〜REPRISE」 | 八神純子・CHRISSY SHEFTS | CHRISSY SHEFTS・JOHN STANLEY        | 5:39  |
| 合計時間:                         | 合計時間:                          | 合計時間:                | 合計時間:                           | 45:57 |

## 参加ミュージシャン
- Guitar：Michael Landau
- keyboards：Less Bailey, John Stanley, Junko Yagami
- Sax：Sam Riney
- Drums & Sequencer Programming：John Stanley
- Latin Percussion：Lenny Castro
- Live Drums：Paul Brown
- All Backing Vocals：Rege Burrel, John Stanley, Junko Yagami

## シングル

### 概要
『LOVE IS GOLD』からのシングルカットで、アルバムと同時発売された。なお、シングルレコードの発売は本作が最後となった。

### 収録曲
| 全編曲: 八神純子 & ジョン・スタンレー。 |                  |                        |                        |      |
| #                                       | タイトル         | 作詞                   | 作曲                   | 時間 |
| A.                                      | 「セニョリータ」 | 八神純子・JOHN STANLEY | 八神純子               | 3:51 |
| B.                                      | 「S･O･S」        | 八神純子・JOHN STANLEY | 八神純子・JOHN STANLEY | 4:35 |
| 合計時間:                               | 合計時間:        | 合計時間:              | 合計時間:              | 8:26 |

## 参考資料
- 長井英治:監修『日本の女性シンガー・ソングライター』シンコーミュージック・エンタテイメント〈ディスク・コレクション〉、2013年4月。ISBN 978-4401638048。